# Barnesville (Minnesota)
Barnesville és una població dels Estats Units a l'estat de Minnesota. Segons el cens del 2000 tenia 2.173 habitants.

## Demografia
Segons el cens del 2000, Barnesville tenia 2.173 habitants, 865 habitatges, i 569 famílies. La densitat de població era de 399,5 habitants per km².
Dels 865 habitatges en un 33,2% hi vivien nens de menys de 18 anys, en un 54,5% hi vivien parelles casades, en un 8% dones solteres, i en un 34,2% no eren unitats familiars. En el 31,2% dels habitatges hi vivien persones soles el 17,9% de les quals corresponia a persones de 65 anys o més que vivien soles. El nombre mitjà de persones vivint en cada habitatge era de 2,42 i el nombre mitjà de persones que vivien en cada família era de 3,05.
Per edats la població es repartia de la següent manera: un 26,6% tenia menys de 18 anys, un 7,3% entre 18 i 24, un 27,2% entre 25 i 44, un 19,9% de 45 a 60 i un 19,1% 65 anys o més.
L'edat mediana era de 38 anys. Per cada 100 dones de 18 o més anys hi havia 89,8 homes.
La renda mediana per habitatge era de 35.814 $ i la renda mediana per família de 44.760 $. Els homes tenien una renda mediana de 35.625 $ mentre que les dones 22.311 $. La renda per capita de la població era de 18.373 $. Entorn del 3,4% de les famílies i el 6,7% de la població estaven per davall del llindar de pobresa.

## Poblacions més properes
El següent diagrama mostra les poblacions més properes.